# Iglica alpheus
Iglica alpheus is een slakkensoort uit de familie van de Hydrobiidae. De wetenschappelijke naam van de soort is voor het eerst geldig gepubliceerd in 2004 door A. & P. Reischutz.